# Brie
Il Brie è un formaggio francese vaccino a pasta molle e crosta fiorita che prende il nome da Brie, la regione della Francia in cui è prodotto (che corrisponde all'attuale dipartimento di Seine-et-Marne).

## Caratteristiche principali
Il Brie è un formaggio di latte crudo a crosta fiorita e pasta molle, semigrasso poco stagionato. Ha un colore chiaro e ha una caratteristica muffa di color bianco in superficie.

## Commestibilità della crosta

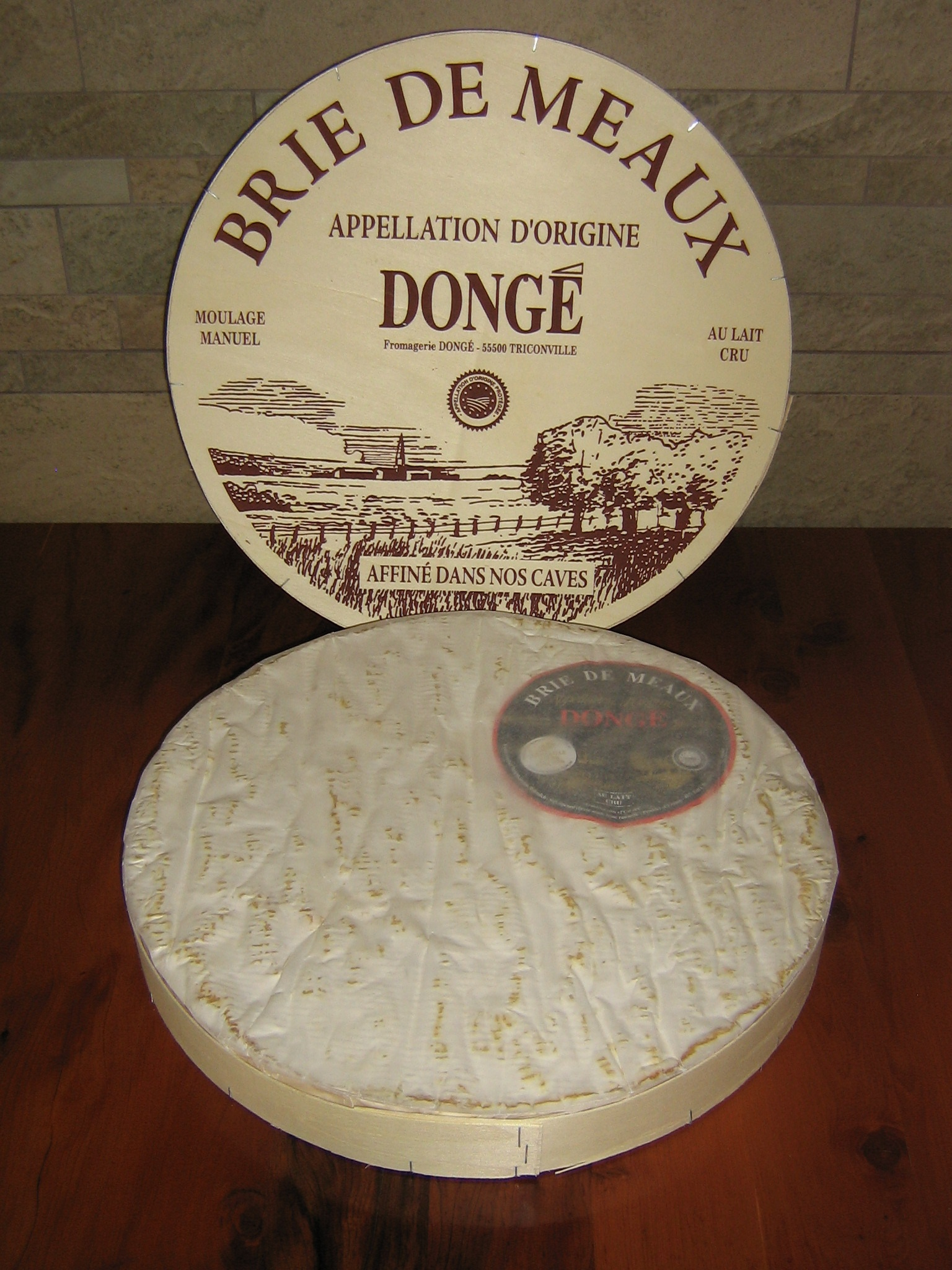
Brie de Meaux con la sua confezione

Il Brie è un formaggio definito a "crosta fiorita". La crosta si forma in seguito al trattamento con funghi del genere Penicillium. Tra quelli impiegati vi è soprattutto il Penicillium camemberti che viene appositamente selezionato per l'industria casearia e impiegato per la fabbricazione del brie. Il fungo forma una patina esterna bianca che non è dannosa per la salute, per cui il Brie può essere mangiato per intero, crosta compresa.

## Storia
Le prime notizie certe sulla sua origine provengono dall'omonima valle e risalgono all'XI secolo. La varietà brie de Meaux ebbe origine nell'abbazia di Notre-Dame de Jouarre.

## Processo di produzione
Il metodo di produzione è molto simile a quello del camembert, anche se la stagionatura risulta essere più lunga. Il tempo totale di produzione è pari a 8 settimane, il doppio rispetto al Camembert.

## Zone di produzione
Il Brie viene prodotto nella omonima piana situata a una cinquantina di chilometri ad est di Parigi ottenendo, nel 1980, la denominazione AOC (Appellation d'origine contrôlée equivalente all'italiana Denominazione di origine controllata) unicamente per i brie prodotti a Meaux e a Melun.
I Brie attualmente prodotti
- Brie di Montereau
- Brie di Nangis
- Brie di Provins
- Brie nero
- Brie fermier
- Brie di Melun bleu
- Brie petit moulé
- Brie laitier
- Brie Manoir (prodotto in Canada)
- Bleubrie
- Bons Mayennais
- Coulommiers

I Brie AOC
- Brie di Meaux, AOC dal 1980
- Brie di Melun, AOC dal 1980